# Chondrosternum dohrni
Chondrosternum dohrni är en insektsart som först beskrevs av Brunner von Wattenwyl 1895.  Chondrosternum dohrni ingår i släktet Chondrosternum och familjen vårtbitare. Inga underarter finns listade i Catalogue of Life.